# Francena McCorory
Francena Lynette McCorory (Hampton, 20 ottobre 1988) è una velocista statunitense, specializzata nei 400 metri piani.
A livello individuale ha conquistato una medaglia d'oro nei 400 m piani ai Mondiali indoor di Sopot 2014, mentre con la staffetta 4×400 metri può vantare l'oro olimpico vinto a Londra 2012 e Rio de Janeiro 2016, nonché un campionato mondiale outdoor ed uno indoor, conquistati rispettivamente nel 2011 e nel 2014.

## Progressione

### 400 metri piani
| Stagione | Tempo | Luogo           | Data      | Rank. Mond. |
| -------- | ----- | --------------- | --------- | ----------- |
| 2018     | 52"91 | Kingston        | 9-6-2018  | 217ª        |
| 2016     | 50"23 | Eugene          | 28-5-2016 | 9ª          |
| 2015     | 49"83 | Monaco          | 17-7-2015 | 3ª          |
| 2014     | 49"48 | Sacramento      | 28-6-2014 | 1ª          |
| 2013     | 49"86 | Mosca           | 11-8-2013 | 4ª          |
| 2012     | 50"06 | New York        | 9-6-2012  | 9ª          |
| 2011     | 50"24 | Taegu           | 28-8-2011 | 7ª          |
| 2010     | 50"52 | Des Moines      | 26-6-2010 | 9ª          |
| 2009     | 50"58 | Fayetteville    | 13-6-2009 | 16ª         |
| 2008     | 51"54 | Baltimora       | 3-5-2008  | 54ª         |
| 2004     | 55"14 | College Station | 25-6-2004 |             |

### 400 metri piani indoor
| Stagione | Tempo | Luogo           | Data      | Rank. Mond. |
| -------- | ----- | --------------- | --------- | ----------- |
| 2014/15  | 51"70 | Boston          | 1-3-2015  | 3ª          |
| 2013/14  | 50"85 | Albuquerque     | 23-2-2014 | 2ª          |
| 2012/13  | 52"20 | New York        | 16-2-2013 | 21ª         |
| 2009/10  | 50"54 | Fayetteville    | 12-3-2010 | 1ª          |
| 2008/09  | 51"55 | College Station | 14-3-2009 | 3ª          |
| 2007/08  | 54"88 | Newport News    | 8-12-2007 | 177ª        |
| 2005/06  | 51"93 | Landover        | 11-3-2006 | 18ª         |
| 2004/05  | 55"26 | Landover        | 8-1-2005  |             |

## Palmarès

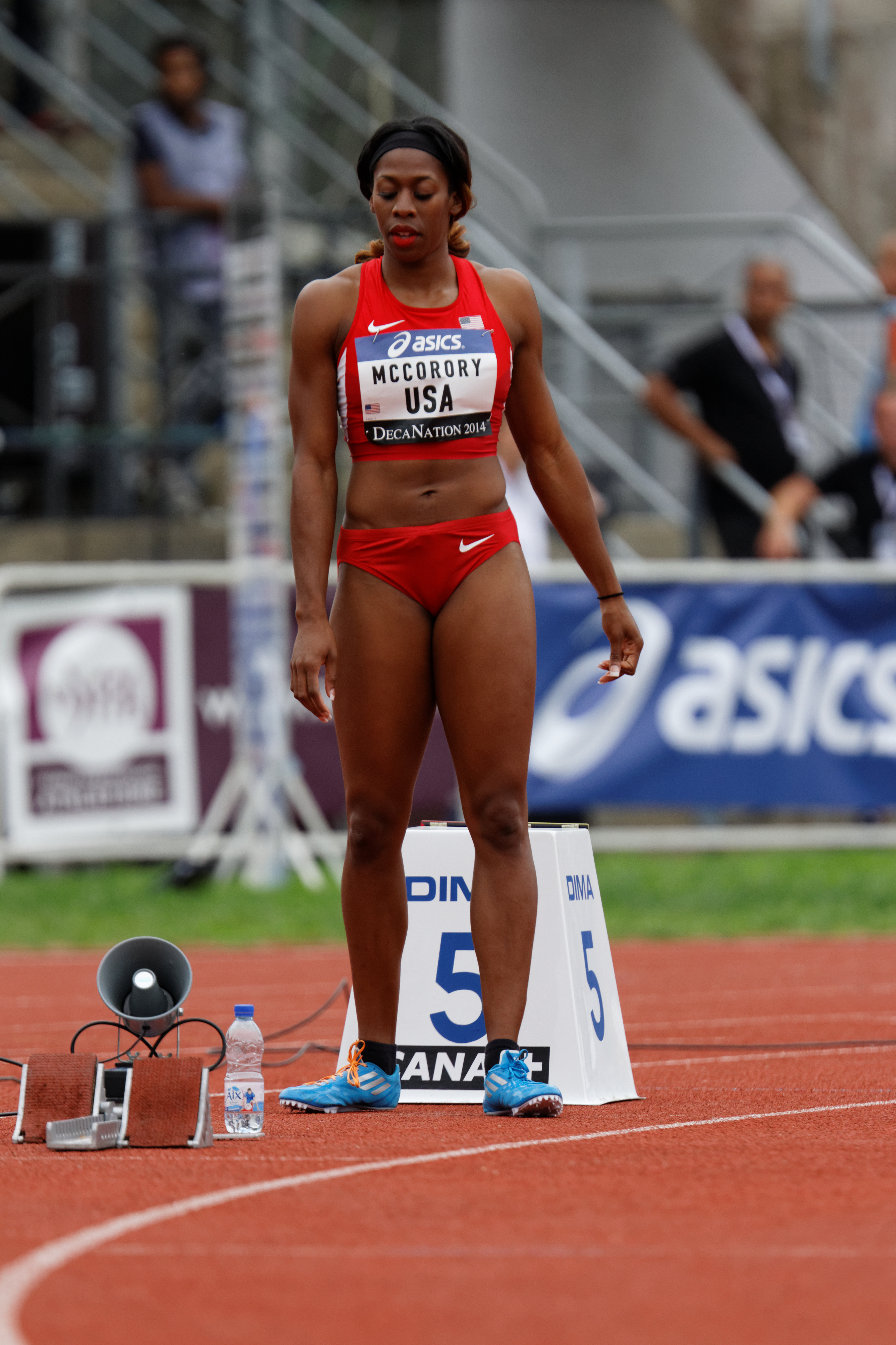
Francena McCorory in occasione del DécaNation 2014

| Anno | Manifestazione  | Sede           | Evento      | Risultato | Prestazione | Note                                                       |
| ---- | --------------- | -------------- | ----------- | --------- | ----------- | ---------------------------------------------------------- |
| 2011 | Mondiali        | Taegu          | 400 m piani | Bronzo    | 50"45       |                                                            |
| 2011 | Mondiali        | Taegu          | 4×400 m     | Oro       | 3'18"09     | Miglior prestazione mondiale stagionale                    |
| 2012 | Giochi olimpici | Londra         | 400 m piani | 6ª        | 50"33       |                                                            |
| 2012 | Giochi olimpici | Londra         | 4×400 m     | Oro       | 3'16"87     | Miglior prestazione personale stagionale                   |
| 2013 | Mondiali        | Mosca          | 400 m piani | 5ª        | 50"68       |                                                            |
| 2013 | Mondiali        | Mosca          | 4×400 m     | Oro       | 3'20"41     | Miglior prestazione personale stagionale                   |
| 2014 | Mondiali indoor | Sopot          | 400 m piani | Oro       | 51"12       |                                                            |
| 2014 | Mondiali indoor | Sopot          | 4×400 m     | Oro       | 3'24"83     | Record nazionale · Miglior prestazione mondiale stagionale |
| 2015 | World Relays    | Nassau         | 4×400 m     | Oro       | 3'19"39     | Record dei campionati                                      |
| 2015 | Mondiali        | Pechino        | 4×400 m     | Argento   | 3'19"44     |                                                            |
| 2016 | Giochi olimpici | Rio de Janeiro | 4×400 m     | Oro       | 3'19"06     | [ 1 ]                                                      |

## Campionati nazionali
- 1 volta campionessa nazionale dei 400 m piani (2014)
- 1 volta campionessa nazionale indoor dei 400 m piani (2014)

## Altre competizioni internazionali
2014
- Oro in Coppa continentale ( Marrakech), 400 m piani - 49"94
- Oro in Coppa continentale ( Marrakech), 4×400 m - 3'20"93

2015
- Vincitrice della Diamond League nella specialità dei 400 m piani (20 punti)